# Feuerfußhörnchen
Das Feuerfußhörnchen oder Rotfüssige Baumhörnchen (Funisciurus pyrropus) ist eine Hörnchenart aus der Gattung der Rotschenkelhörnchen (Funisciurus). Es kommt in großen Teilen von West- und Zentralafrika vor.

## Merkmale
Das Feuerfußhörnchen erreicht eine durchschnittliche Kopf-Rumpf-Länge von 19,0 bis 23,0 Zentimetern, der Schwanz ist 15,3 bis 18,0 Zentimeter lang. Das Gewicht beträgt etwa 260 bis 340 Gramm. Die Hinterfußlänge beträgt 44 bis 49 Millimeter, die Ohrlänge 17 bis 18 Millimeter. Es handelt sich um ein mittelgroßes Hörnchen mit einem grauen bis schwarzen Rückenfell, die Haare sind schwarz gebändert und haben eine sandfarbene Spitze. Der Kopf, die Schnauze, die Vorder- und Hinterbeine sind hell rot bis matt rotbraun mit einfarbig roten oder rostroten Haaren. Auf den Körperseiten befindet sich jeweils ein weißer bis blass-grauer Seitenstreifen. Das Bauchfell ist reinweiß oder weißgrau gefärbt. Die Schnauze ist vergleichsweise lang und die Augen besitzen einen sandfarbenen Augenring, die Ohren sind auf der Außenseite blassgrau. Der Schwanz entspricht in seiner Länge etwa 80 % der Kopf-Rumpf-Länge. Er ist buschig und besteht aus gebänderten Haaren, an der Basis ist er schwarz und zum Schwanzende rotbraun mit weiß-gefrosteter Schwanzspitze. Die Weibchen haben zwei paarige Zitzen (0+0+1+1=4).
| 1 | · | 0 | · | 2 | · | 3 | = 22 |
| 1 | · | 0 | · | 1 | · | 3 | = 22 |

Der Schädel hat eine Gesamtlänge von 48,0 bis 52,9 Millimetern und eine Breite von etwa 25,7 bis 29,0 Millimetern. Wie alle Arten der Gattung besitzt die Art im Oberkiefer pro Hälfte einen zu einem Nagezahn ausgebildeten Schneidezahn (Incisivus), dem eine Zahnlücke (Diastema) folgt. Hierauf folgen zwei Prämolare und drei Molare. Die Zähne im Unterkiefer entsprechen denen im Oberkiefer, allerdings nur mit einem Prämolaren. Insgesamt verfügen die Tiere damit über ein Gebiss aus 22 Zähnen. Der knöcherne Gaumen endet am Vorderrand der letzten Molaren.
Das Feuerfußhörnchen ähnelt anderen in der gleichen Region vorkommenden Rotschenkelhörnchen und unterscheidet sich von diesen vor allem durch seine Größe und die Färbung. Das sympatrisch vorkommende Thomas-Rotschenkelhörnchen (Funisciurus anerythrus) hat eine eintönig graubraune Färbung ohne Rotanteile an den Beinen. Das Afrikanische Rotwangenhörnchen (Funisciurus eucogenys) besitzt einen in Einzelflecke aufgelösten Seitenstreifen und dunkle Postaurikularflecke, die Beine sind eher grau und entsprechen der Rückenfärbung.

## Verbreitung
Das Feuerfußhörnchen kommt in großen Teilen von West- und Zentralafrika vor. Das Verbreitungsgebiet ist dabei in mehrere voneinander getrennte, disjunkte, Gebiete verteilt. In Westafrika reicht es von den Staaten Senegal und Gambia über Guinea, Guinea-Bissau, Sierra Leone, Liberia und Elfenbeinküste bis in das westliche Ghana. Ein weiteres Gebiet reicht vom Süden von Nigeria, Kamerun und der Zentralafrikanischen Republik über Äquatorialguinea bis in den größten Teil von Gabun und den Nordwesten der Republik Kongo. Hiervon getrennt ist ein Vorkommen im Norden von Angola bis in den äußersten Süden der Demokratischen Republik Kongo und ein weiteres im Osten der Demokratischen Republik Kongo bis in den Westen von Uganda und Ruanda.

## Lebensweise
Das Feuerfußhörnchen lebt in hohen Waldbeständen und kommt auch in älteren Sekundärwaldbeständen vor. Dabei nutzt es zahlreiche unterschiedliche Habitate des Regenwaldes des Flachlands bis in Höhenlagen von maximal etwa 1650 Metern am Bintumani in Sierra Leone.
Die Tiere sind wie andere afrikanische Hörnchen tagaktiv und leben vor allem in Bäumen wie auch am Waldboden. Sie suchen ihre Nahrung vor allem am Boden und in Holzstapeln und herabgefallen Ästen sowie in den unteren Bereichen der Büsche und Bäume bis in Höhen von etwa 1,5 Metern. Sie ernähren sich primär herbivor von Früchten und Samen, fressen jedoch auch Insekten und andere tierliche Nahrung. Bei Magenuntersuchungen von 12 Tieren aus Gabun stellten Früchte und Samen etwa 83 % der Nahrung dar, etwa 13 % entfielen auf Insekten. Dabei handelte es sich vor allem um Ameisen und Termiten, die die Tiere wahrscheinlich mit Hilfe ihrer langen Schnauze aus den Zwischenräumen in den Rinden und aus Baumspalten holen können. Da unter den Ameisen und Termiten sowohl Soldaten und Arbeiter wie auch Eier und Larven gefunden wurden, wird angenommen, dass die Hörnchen Nester der Tiere aufspüren und diese vollständig zerstören. Feuerfußhörnchen kommen in der Regel als Einzeltiere vor und leben solitär, sehr viel seltener sind sie in Paaren anzutreffen, die jedoch einen deutlichen Abstand voneinander halten. Auch in Gefangenschaft teilen sich Paare kein gemeinsames Nest und zeigen auch keinen Körperkontakt abseits der Paarungszeit. Als Territoriengrößen wurden 5,3 Hektar bei einem einzelnen Männchen, 1,0 Hektar bei einem laktierenden Weibchen und 2,3 Hektar bei einem weiblichen Jungtier ermittelt. Die Kommunikation erfolgt über verschiedene Rufe, darunter auch Alarmrufe.
Anders als andere afrikanische Hörnchen bauen sie ihre Nester am Boden in Holzstapeln und in unterirdisch angelegten Bauen, wobei die Tiere mehrere Nester nutzen und einzelne Nester auch von unterschiedlichen Individuen genutzt werden können. Bei Untersuchungen mit Tieren, die mit Sendern ausgestattet waren, nutzten vier Hörnchen insgesamt 17 Nester, von denen 14 unterirdisch und drei am Boden angelegt waren. Bei den Bodennestern handelt es sich häufig um selbst gegrabene einfache Tunnel, die von den Hörnchen in Termitennester gegraben werden und über zwei Ausgänge und eine Nestkammer verfügen. Daneben nutzen sie vorhandene Baue, die von anderen Säugetieren wie der Emin-Riesenhamsterratte (Cricetomys emini) oder dem Afrikanischen Quastenstachler (Atherurus africanus) gegraben wurden.
Eine feste Paarungszeit gibt es nicht und die Weibchen können mehrfach im Jahr Jungtiere gebären. Während der Paarungszeiten werden einzelne Weibchen von mehreren paarungswilligen Männchen verfolgt. Der Wurf besteht in der Regel aus einem Jungtier, seltener kommen Zwillings- oder Drillingsgeburten vor.

## Systematik
Das Feuerfußhörnchen wird als eigenständige Art innerhalb der Gattung der Rotschenkelhörnchen (Funisciurus) eingeordnet, die aus zehn Arten besteht. Die wissenschaftliche Erstbeschreibung stammt von dem französischen Zoologen Frédéric Cuvier aus dem Jahr 1833, der die Tiere in seiner gemeinsam mit Étienne Geoffroy Saint-Hilaire mit verfassten Histoire naturelle des mammifères als Sciurus pyrropus beschrieb. Er selbst gab als Fundort die Insel Fernando Po, heute Bioko, an, auf der die Tiere allerdings nicht vorkommen. Aus diesem Grund wird angenommen, dass die Tiere auf dem Festland gesammelt wurden, wahrscheinlich in Gabun oder in Äquatorialguinea.
Innerhalb der Art werden gemeinsam mit der Nominatform neun Unterarten unterscheiden:
- Funisciurus pyrropus pyrropus: Nominatform, kommt in Gabun vor.
- Funisciurus pyrropus akka: Die Unterart lebt im Osten der Republik Kongo und in Uganda. Anders als die Nominatform ist das Gesicht nicht rot und die Beine und die Schnauze sind orangefarben eingewaschen.
- Funisciurus pyrropus leonis: Die Form lebt in Liberia. Sie ist kräftig rotbraun gefärbt, die Körperseiten sind rot.
- Funisciurus pyrropus leucostigma: Die Unterart kommt im Süden von Ghana vor. Der Körper hat eine matt sienafarbene Schattierung und unterhalb der Seitenstreifen befindet sich eine rote Linie. Auf der Kopfoberseite gibt es keine Rotanteile.
- Funisciurus pyrropus mandingo: Die Form lebt in Gambia. Der Rücken ist lohfarben und schwarz, die Beine und Ohren sind orange gefärbt.
- Funisciurus pyrropus nigrensis: Die Unterart kommt in Nigeria zwischen dem Cross River und dem Niger vor. Im Vergleich zur Nominatform ist der Kopf brauner gefärbt.
- Funisciurus pyrropus niveatus: Die Unterart lebt im nördlichen Angola. Sie hat eine graue Körperfärbung.
- Funisciurus pyrropus pempertoni: Die sehr hell gefärbte Form kommt vom südlichen Kamerun bis zu den Mayombe-Wäldern in der Republik Kongo vor.
- Funisciurus pyrropus talboti: Die Unterart lebt am Kamerunberg in Kamerun und im Südosten von Nigeria. Die Körperseiten sind gräulich rot und olivbraun.

## Status, Bedrohung und Schutz
Das Feuerfußhörnchen wird von der International Union for Conservation of Nature and Natural Resources (IUCN) als nicht gefährdet („least concern“) gelistet. Begründet wird dies durch das vergleichsweise große Verbreitungsgebiet, die angenommen großen Bestände der Tiere in ihrem Lebensraum, der auch mehrere Schutzgebiete umfasst, sowie die gute Anpassungsfähigkeit an Lebensraumveränderungen. Bestandsgefährdende Risiken für die Art sind nicht bekannt.

## Belege
1. 1 2 3 4 5 6 7 8 9 10 11 12 13 14 15  Louise H. Emmons: Funisciurus pyrropus, Fire-Footeded Rope Squirrel. In: Jonathan Kingdon, David Happold, Michael Hoffmann, Thomas Butynski, Meredith Happold und Jan Kalina (Hrsg.): Mammals of Africa Volume III. Rodents, Hares and Rabbits. Bloomsbury, London 2013, S. 58–60; ISBN 978-1-4081-2253-2.
2. 1 2 3 4 5  Richard W. Thorington Jr., John L. Koprowski, Michael A. Steele: Squirrels of the World. Johns Hopkins University Press, Baltimore MD 2012; S. 221–222. ISBN 978-1-4214-0469-1
3. ↑  Peter Grubb: Genus Funisciurus, Rope Squirrels. In: Jonathan Kingdon, David Happold, Michael Hoffmann, Thomas Butynski, Meredith Happold und Jan Kalina (Hrsg.): Mammals of Africa Volume III. Rodents, Hares and Rabbits. Bloomsbury, London 2013, S. 46–48; ISBN 978-1-4081-2253-2.
4. 1 2  Funisciurus pyrropus in der Roten Liste gefährdeter Arten der IUCN 2016-2. Eingestellt von: O. Grubb, 2008. Abgerufen am 16. September 2016.
5. ↑  Funisciurus pyrropus. In: Don E. Wilson, DeeAnn M. Reeder (Hrsg.): Mammal Species of the World. A taxonomic and geographic Reference. 2 Bände. 3. Auflage. Johns Hopkins University Press, Baltimore MD 2005, ISBN 0-8018-8221-4.